# 1679

## أحداث
- نهاية الحرب السكونية في 1679 والتي بدأت في 1675.
- 7 أغسطس - سفينة لو غريفون، التي يقودها روبير دو لا سال، تدخل نهاية نهر نياغرا، لتصبح أول سفينة أوربية تدخل البحيرات العظمى.

## مواليد
- جيمس أندرسون

## وفيات
- توماس هوبز
- عبد الله بن محمد بن أبي بكر العياشي
- يوهان جيورج ألبيني الكبير